# Robert Fesler

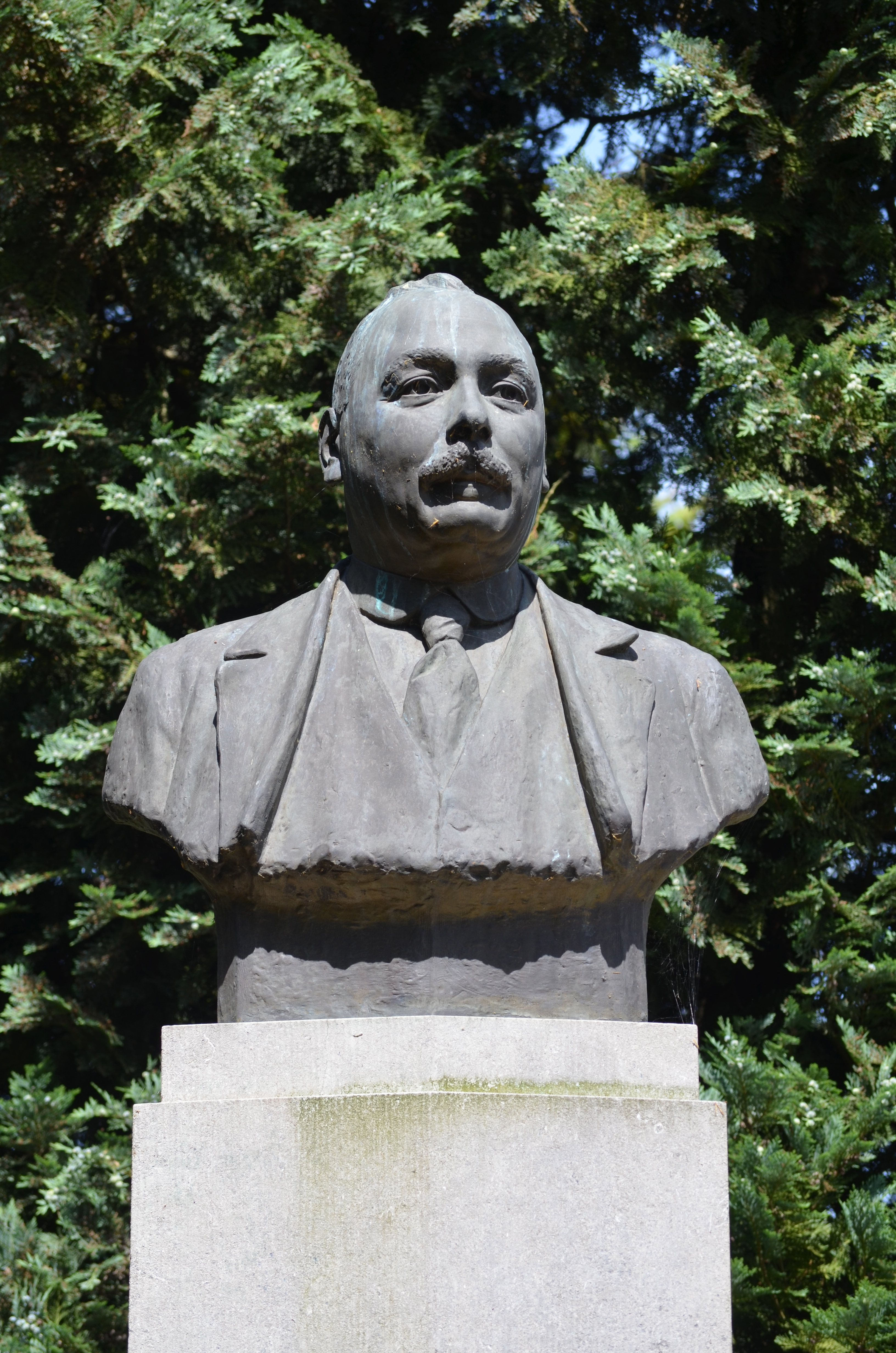
Buste van Robert Fesler door Jules Vanderstock. Gemeentepark van Marchienne-au-Pont.

Robert Gustave Henri Fesler (Marcinelle, 8 juni 1887 - Marchienne-au-Pont, 13 december 1931) was een Belgisch volksvertegenwoordiger en burgemeester.

## Levensloop
Fesler was journalist. In 1921 werd hij verkozen tot gemeenteraadslid van Marchienne-au-Pont en werd onmiddellijk tot burgemeester benoemd.
Van 1925 tot 1929 was hij provincieraadslid en van 1929 tot aan zijn dood was hij socialistisch volksvertegenwoordiger voor het arrondissement Charleroi.